# 캐롤라인 맥윌리엄스
캐럴라인 맥윌리엄스(Caroline McWilliams, 1945년 4월 4일 ~ 2010년 2월 11일)는 미국의 배우, 영화 감독, 각본가이다.
시애틀에서 태어났으며 로스앤젤레스에서 사망하였다. 사인은 다발성 골수종이다. 포리스트 론 메모리얼 파크에 매장되었다.

## 출연 작품

### 영화
- 천사들의 합창 (1984, Shattered Vows)
- 산악 캠프 (1987, White Water Summer)
- 귀여운 바람둥이 (1990) - 캐리 역
- 모성의 승리 (1991, Stop at Nothing)

### 텔레비전
- 가이딩 라이트 (1965-72)
- 형사 Q (1977)
- 코작 (1977)
- 두 얼굴의 사나이 헐크 (1978)
- 베벌리힐스 아이들 (1994-95)
- 저징 에이미 (2002-03)